# Хлебников, Михаил Владимирович
Михаи́л Влади́мирович Хле́бников (род. 13 июля 1973, Москва) — российский математик, специалист в области теории автоматического управления, доктор физико-математических наук, профессор РАН.

## Биография
Окончил МПГУ (1995, диплом с отличием) и аспирантуру при кафедре математического анализа (1998).
Кандидат физико-математических наук (1999, МЭИ). Доктор физико-математических наук (2010, ИПУ РАН, тема докторской диссертации: «Метод инвариантных эллипсоидов для подавления ограниченных внешних возмущений в линейных системах управления»).
Занимаемые должности:
- 1998—2005: старший преподаватель, доцент кафедры математического анализа МПГУ, доцент кафедры математики МИСиС.
- 2005—н.в.: старший научный сотрудник, ведущий научный сотрудник, главный научный сотрудник, заведующий Лабораторией № 7 адаптивных и робастных систем им. Я. З. Цыпкина Института проблем управления им. В. А. Трапезникова РАН (ИПУ РАН).

Учёные звания:
- доцент по кафедре математического анализа (2003).
- профессор РАН[1] (2016).

## Научная деятельность
Область научных интересов: робастная устойчивость, робастное управление. При участии М. В. Хлебникова разработана единая техника решения задач управления линейными системами с внешними возмущениями, позволяющая учитывать неопределённости как в параметрах модели (робастность), так и во внешних возмущениях, действующих на систему.
Автор более 150 научных и учебно-методических работ. До 2008 года публиковался под фамилией Топунов.

## Премии и награды[3]
- 2022: Премия ИПУ РАН имени чл.-корр. АН СССР А. М. Летова за лучшую работу в области теории устойчивости и методов конструирования регуляторов;
- 2020: Премия ИПУ РАН имени академика А. А. Андронова за лучшую работу в классической механике и в области математических методов теории управления;
- 2018: Победитель конкурса лучших научных работ ИПУ РАН за 2013—2017 гг.;
- 2017: Best Paper Award at the International Conference on Big Data Analytics, Data Mining and Computational Intelligence (BigDaCI 2017). Lisbon, Portugal, July 21-23, 2017;
- 2017: Премия ИПУ РАН имени доктора технических наук А. А. Фельдбаума за лучшую работу в области теоретических основ автоматического регулирования и управления в технических системах;
- 2016: Премия имени Б. Н. Петрова Российской академии наук за работу «Управление линейными системами при внешних возмущениях: техника линейных матричных неравенств»;
- 2014: Премия ИПУ РАН имени академика А. А. Андронова за лучшую работу в классической механике и в области математических методов теории управления;
- 2012: Победитель конкурса лучших научных работ ИПУ РАН за 2007—2011 гг.;
- 2010: Премия ИПУ РАН имени чл.-корр. АН СССР А. М. Летова за лучшую работу в области теории устойчивости и методов конструирования регуляторов;
- 2008—2009: Лауреат программы «Кандидаты и доктора наук РАН» Фонда содействия отечественной науке.